# F-22 Interceptor
F-22 Interceptor (яп. F22インターセプター F22 Инта:сэпута:) — видеоигра в жанре авиасимулятор, разработанная для игровой приставки Sega Mega Drive в 1991 году.

## Игровой процесс
Игра представляет собой имитатор управления самолётом (американским истребителем F/A-22A Raptor) с видом из кабины пилота.
В игре присутствуют два основных режима (или уровня сложности) — Cadet и Combat; также есть режим Training (тренировка), где каждая миссия сопровождается комментариями и подсказками.
Во время прохождения игрок выполняет различные миссии: к примеру, надо выиграть в воздушном бою с вражескими истребителями, уничтожить цель и т. д. Сами миссии делятся на три части: взлёт, собственно миссия и приземление.
Самолёту будут противостоять наземные и воздушные противники: танк T-72, зенитно-ракетный комплекс SA-13 Gopher, зенитная самоходная установка ZSU-23-4 и истребители МиГ-21, МиГ-27 и МиГ-29.
Самолёт оснащён обычным пулемётом, а также ракетами. На всю миссию выдаётся ограниченный боезапас; пополняется он только при переходе к следующему заданию.
В кабине пилота можно наблюдать за текущей статистикой игры. Там на экранах отображаются уровень высоты, количество топлива (можно дозаправляться прямо в полёте), цель и враги в пределах видимости и др. Также можно проследить за движением самолёта (противника, полётом ракеты) со стороны. О боезапасе, имеющемся в наличии, можно узнать в меню паузы.

## Оценки
Игра получила в основном высокие оценки критиков. К примеру, английский журнал Mean Machine поставил оценку в 93 балла из 100 возможных, американский журнал GamePro — 4 балла из 5, а австралийский журнал PC Power Play — 71 балл из 100.